# Liste der Parlamentsabgeordneten von Malta (1924–1927)
Diese Liste gibt einen Überblick über die Mitglieder des Repräsentantenhauses von Malta in der Wahlperiode von 1924 bis 1927.
| Name                     | Fraktion | Wahlkreis | Bemerkungen                                |
| ------------------------ | -------- | --------- | ------------------------------------------ |
| Giovanni Adami           | UPM      | 5         |                                            |
| Luigi Azzopardi Castaldi | UPM      | 7         |                                            |
| Augusto Bartolo          | CON      | 2         |                                            |
| Giovanni Bencini         | CdL      | 4         |                                            |
| Paolo Boffa              | CdL      | 5         |                                            |
| Salvatore Borg Olivier   | UPM      | 7         |                                            |
| John Bugeja              | CON      | 6         |                                            |
| Carmelo Bugelli          | CdL      | 4         |                                            |
| Francesco Buhagiar       | UPM      | 6         |                                            |
| Antonio Dalli            | UPM      | 3         |                                            |
| Enrico Dandria           | UPM      | 2         |                                            |
| Giuseppe De Giorgio      | UPM      | 7         |                                            |
| Fortunato Ellul          | UPM      | 3         |                                            |
| Vincenzo Farrugia        | CdL      | 2         |                                            |
| Edoardo L. Galea         | UPM      | 1         |                                            |
| Robert V. Galea          | CON      | 1         |                                            |
| Robert E. Hamilton       | CON      | 4         |                                            |
| Charles Sydney Henry     | CON      | 3         | zurückgetreten; Nachrücker Bencini, Robert |
| Alberto Magri            | DNP      | 2         |                                            |
| Carlo Mallia             | DNP      | 1         |                                            |
| Giuseppe Micallef        | CON      | 8         |                                            |
| Giuseppe Micallef        | DNP      | 8         |                                            |
| Carmelo Mifsud Bonniċi   | DNP      | 4         |                                            |
| Giuseppe Mifsud Ellul    | CdL      | 3         |                                            |
| Ugo P. Mifsud            | UPM      | 1         |                                            |
| Enrico Mizzi             | DNP      | 8         |                                            |
| Lewis F. Mizzi           | CON      | 5         |                                            |
| Walter Salomone          | CON      | 6         |                                            |
| William Savona           | CdL      | 5         |                                            |
| Gerald Strickland        | CON      | 8         |                                            |
| Edwin Vassallo           | CON      | 7         |                                            |
| Salvatore Zammit Hammet  | CdL      | 6         |                                            |

Quelle: Maltadata

## Einzelnachweis
1. ↑  Members of Parliament, 1921–2008. In: maltadata.com. Archiviert vom Original (nicht mehr online verfügbar) am 3. Januar 2014; abgerufen am 21. Juli 2019 (englisch).